# Vide (nordisk mytologi)
Vide (Viði, ”skogsland”) är den tolfte gudaboningen i nordisk mytologi. Den är endast omtalad i eddasången Grímnismál, strof 17. Boplatsen ägs av Odens son Vidar (Víðarr) och beskrivs som vildmark. Vidar är en av ”framtidsgudarna”, vars välde skall ta sin början efter Ragnarök. Han kommer således att härska i den nya värld som följer efter världsundergången. Men ännu är Vidars land obyggd mark med ris, snårskog och högt gräs.

## Grímnismál 17
Källan är Grímnismál, sjuttonde strofen:
| Höljt av ris och högt gräs är Vidars land Vide; från hästens rygg, lysten att hämna sin fader, där sonen sig vara säger. Erik Brate, 1913. | Högt gräs växer det och vilda snår i Vide, Vidars land; men den orädde sonen skall en gång stiga av hästen och hämnas sin far. Björn Collinder, 1993. | Hrísi vex ok hóu grasi Víðars land Viði, ęn þar mǫgr of læzk af mars baki frœkn at hęfna fǫður. Finnur Jónssons normalisering, 1932. |  |

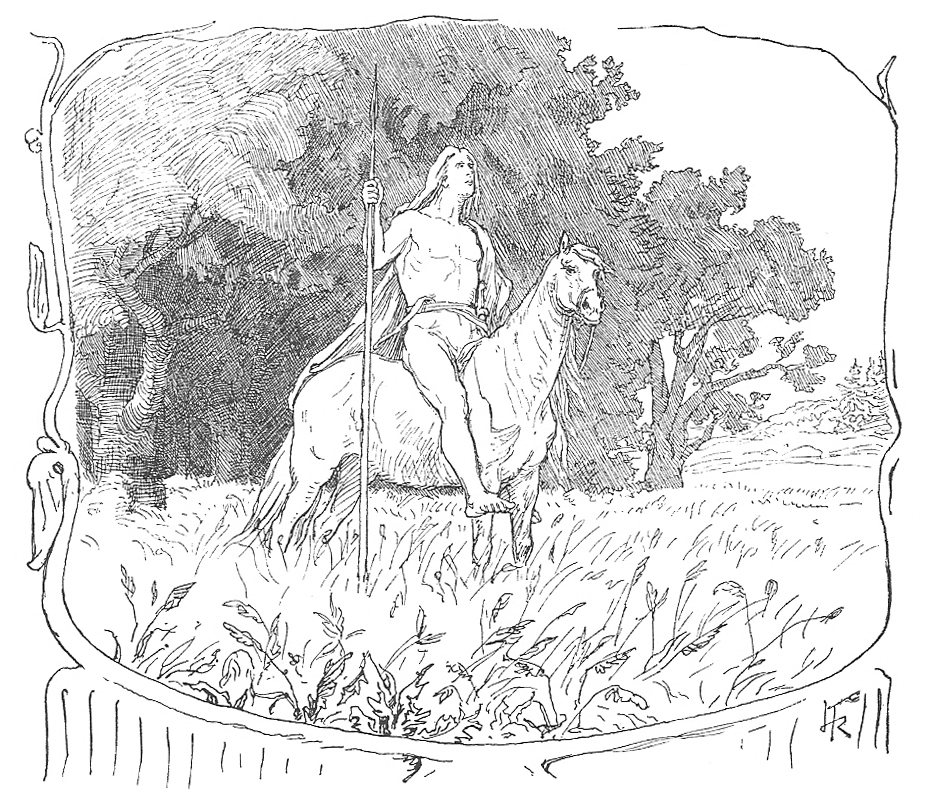
Vidar till häst i Vidarsland. (Lorenz Frølich, 1895.)

Såväl Vidar som hans halvbror Vale är tämligen okända gudar i källorna. Deras livsuppgift har varit att utkräva hämnd i gudavärlden. Vale var Balders hämnare, och Vidar skulle hämnas Oden sedan denne fallit i Ragnarök. Vale klarade av sin uppgift när han var blott en natt gammal, och vad han sysslat med sedan dess omtalas inte. Vidar kallas ”den tyste asen”, eftersom han tycks ha varit bunden av rituell tystnad: han fick inte tala förrän hämnden var fullbordad. Men den uppgiften kunde ju inte ens påbörjas förrän världen nått sitt slut.
Den norske filologen Magnus Olsen ansåg sig med ledning av ortnamn kunna göra sannolikt att båda dessa gudar hade dyrkats i det förkristna Norge. I Vang i Hedmark finns ett ”Virsu”, som han antog hade varit ett tidigare ”Vidarshof”, och hof är benämning på en kultplats. Ett Viskjøl i Botne vid Holmestrand, som 1378 skrevs ”a Uidaskiage”, har väl varit ett ursprungligt Vidarskjálf, och ”Valaskioll” – som han ansåg vara identiskt med namnet Valaskjalf i Grímnismál – var det tidigare namnet på Tune prästgård i Østfold. Här kan man ju ana en lång kultplatskontinuitet.
Ett valaskjálf tycks ha varit en byggnad innehållande ett lidskjalf (hliðskjálf), det vill säga ett podium där sejd kunde bedrivas. Eftersom, enligt Olsen, ortnamnen gjorde det troligt att både Vidar och Vale hade haft tillbedjare, vore det rimligt att det är just dessa båda gudar som i Grímnismál har givits boningar i himlen: Vale i Valaskjalf och Vidar i det vida landet Vide.
Det har dock betvivlats att något av dessa gudanamn verkligen finns i de gamla ortnamnen. Om förledet i ”Vidarskjalf” kommer av substantivet viðr, ”skog”, kan namnet syfta på en kultbyggnad i skogen, eller i ett skogsbryn. Av de norröna källorna att döma verkar sådana helgedomar ofta ha stått att finna i skogsgläntor, kanske därför att de völvor och sejdmän som betjänade dem gärna höll sig avsides från andra människor. Även namnet Valaskjalf kan tolkas på olika sätt. Ordet kan helt enkelt beteckna ett ”likpodium”, det vill säga den plats där den döde inväntade sin begravning – en kraftladdad plats som också den sejdande kunde göra bruk av för att nå kontakt med dödsrikets andar.

## Namnet
Det brukar antagas att namnet på Vidars land är ”Vide” (Viði). Några äldre forskare har uppfattat namnet som ”Landvide” (”det vidsträckta landet”). Man har alltså läst ”Víðars land Viði” (”Vidars land Vide”) som ”Víðars Landviði” (”Vidars vidsträckta land”).
En äldre översättning av denna strof ger följande kommentar: ”Beskrivningen av Vidars land är blott en parafras på gudanamnets härledning ’han från snårlandet’.” Det ord som enligt denna förklaring skulle ligga bakom gudanamnet är alltså viðr (”skog”) – men enligt Finnur Jónsson är vokallängden säker. Namnet Víðarr kan i så fall inte betyda något annat än ”härskare över ett stort område” (”den vidt herskende”) av víðr (”utsträckt; vid, vitt omkring”). Det är dock möjligt att ljudlikheten mellan víðr och viðr kan ha fått diktaren att associera gudanamnet med en vildvuxen snårskog och att det skulle förklara varför Vidars land ser ut som det gör.
Inom äldre mytforskning har de tolv gudaboningarna ibland setts som Nordens motsvarighet till antikens zodiak. Enligt Finnur Magnússon skulle Vidars ”Landvide” motsvara Skorpionens stjärnbild. (Sigurd Agrell menade dock att det var Forsetes boning Glitne som var identisk med Skorpionen.)